# Centralno-zapadna regija
Centralno-zapadna regija je jedan od trinaest administrativnih regija Burkine Faso.
Stanovništvo Centralno-zapadne regije brojilo je 1,183.473 stanovnika u 2006. godini. Glavni grad regije je Koudougou. Četiri provincije čine regiju: Boulkiemdé, Sanguié, Sissili i Ziro .